# Steeple Aston
Steeple Aston (soms afgekort Steeple) is een civil parish in Oxfordshire, Engeland, 19 km ten noorden van Oxford. Het dorp telde 947 inwoners in 2011.
Het dorp heeft één school, Dr Radcliffe's Church of England Primary School in Firs Lane.
Het parlementslid voor Steeple Aston is Tony Baldry, ook parlementslid voor Banbury.